# Xanthorhoe aphelias
Xanthorhoe aphelias là một loài bướm đêm trong họ Geometridae.